# Let You Down (NF)
Let You Down è un singolo del rapper statunitense NF, pubblicato il 14 settembre 2017 come terzo estratto dal terzo album in studio Perception.

## Video musicale
Il video musicale, con la regia di Patrick Tohill e Nathan Feuerstein e la produzione di Nathan Feuerstein e Patrick Tohill, è stato pubblicato l'8 novembre 2017.
Il video musicale ufficiale è stato rilasciato il 9 novembre 2017 sul canale Vevo di NF.
Il video musicale è stato diretto e prodotto da NF e Patrick Tohill.  Dato il contenuto lirico della canzone, l'attenzione visiva è sulla relazione tra un Nate più vecchio e il suo io più giovane.  La clip mostra un uomo più anziano, presumibilmente il suo sé futuro, in piedi su un molo a guardare un lago, mentre un NF completamente vestito annega proprio di fronte a lui.  Mentre si agita e cerca di trattenersi dal cadere, l'uomo lo guarda e non aiuta.  Quindi, vediamo lo stesso uomo, che fissa NF che è intrappolato in un'auto in fiamme.  Mentre è avvolto dalle fiamme, l'uomo non fa di nuovo alcuna mossa per aiutare.  Poi vediamo l'uomo più anziano in un campo, che fissa una fossa appena scavata.  Dentro la tomba c'è una bara e NF è dentro, morto.  L'uomo più anziano sembra sconvolto da questo e cade in ginocchio.  Nella ripresa finale, l'uomo più anziano è di nuovo sul molo, guardando NF che sta annegando ancora una volta.  La fotocamera cambia le visualizzazioni su un tatuaggio identico che ha NF.  Poi una donna si avvicina a lui sul molo e dice: "Nathan".

## Tracce
1. Let You Down – 3:32 (Nathan Feuerstein)

## Classifiche
| Classifica (2017) | Posiziona massima |
| ----------------- | ----------------- |
| Australia         | 7                 |
| Austria           | 13                |
| Belgio (Fiandre)  | 15                |
| Belgio (Vallonia) | 31                |
| Canada            | 20                |
| Danimarca         | 7                 |
| Finlandia         | 6                 |
| Germania          | 9                 |
| Irlanda           | 4                 |
| Italia            | 44                |
| Norvegia          | 2                 |
| Nuova Zelanda     | 7                 |
| Scozia            | 18                |
| Svezia            | 2                 |
| Svizzera          | 24                |

## Date di pubblicazione
| Paese       | Data               | Formato                     | Etichetta                         | Note   |
| ----------- | ------------------ | --------------------------- | --------------------------------- | ------ |
| Stati Uniti | 14 settembre, 2017 | Digital download            | - Capitol CMG - NF Real Music LLC | [ 30 ] |
| Stati Uniti | 3 ottobre, 2017    | Rhythmic contemporary radio | Caroline                          | [ 31 ] |
| Stati Uniti | 24 ottobre, 2017   | Contemporary hit radio      | Caroline                          | [ 32 ] |